# Codi Gregorià
El Codi Gregorià o Còdex Gregorià (en llatí Codex Gregorianus) era un codi legal compilat pel jurista Gregorià (de vegades anomenat erròniament Gregori).
Estava dividit en llibres (un nombre desconegut) i títols. Els fragments del codi comencen amb les constitucions de l'emperador Septimi Sever (196) i acaben amb les dels emperadors Dioclecià i Maximià (285 a 305). Era una obra individual privada que després va gaudir de la protecció imperial i usada als jutjats com a obra autoritzada. Els codis Teodosià i Justinià el van agafar de model.
Gregorià era el suposat compilador del codi Gregorià. De la seva personalitat res es coneix i tanmateix el nom és dubtós i deriva del títol de Corpus Gregoriani, que apareix en alguns manuscrits de les restes del codi, i al Consultatio veteris Icti.
Al codi Teodosià apareix aquesta passatge: "Ex his omnibus Juris Consultoribus, ex Gregoriano, Hermogeniano, Gaio, Papiniano et Paulo, quae necessaria causis praesentitum temporum videbantur, elegimus".
Alguns historiadors l'identifiquen amb el Gregori al que Dioclecià va dirigir un rescripte el 290, i amb el Gregori que va ser prefecte del pretori amb Constantí I el Gran el 336 i 337 tot i que els dos probablement eren la mateixa persona. El còdex Gregorià s'hauria compilat als voltants de l'any 295, però en un moment posterior a aquesta data.